# Lestowka

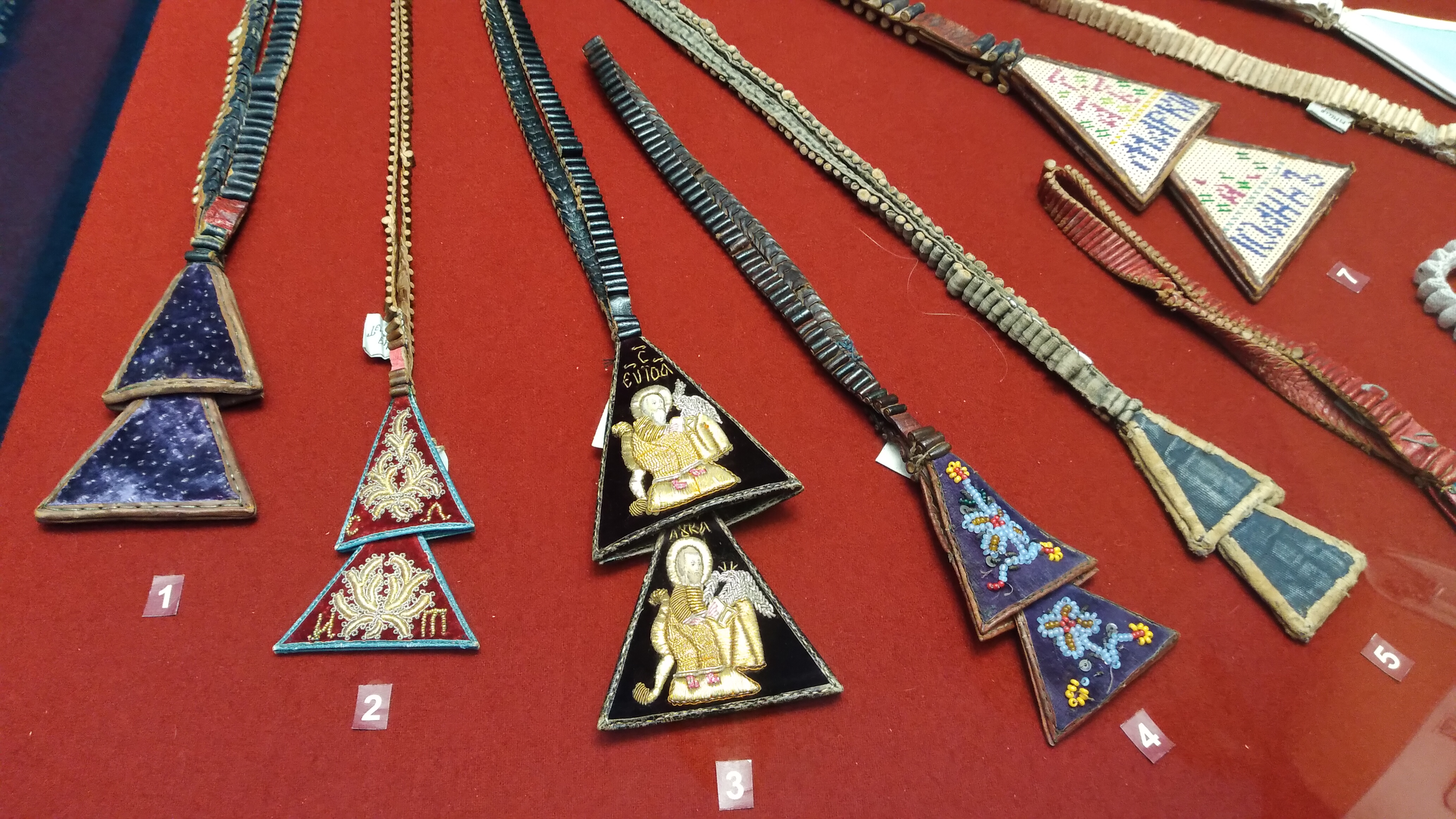
Lestowki aus dem 19. und 20. Jahrhundert

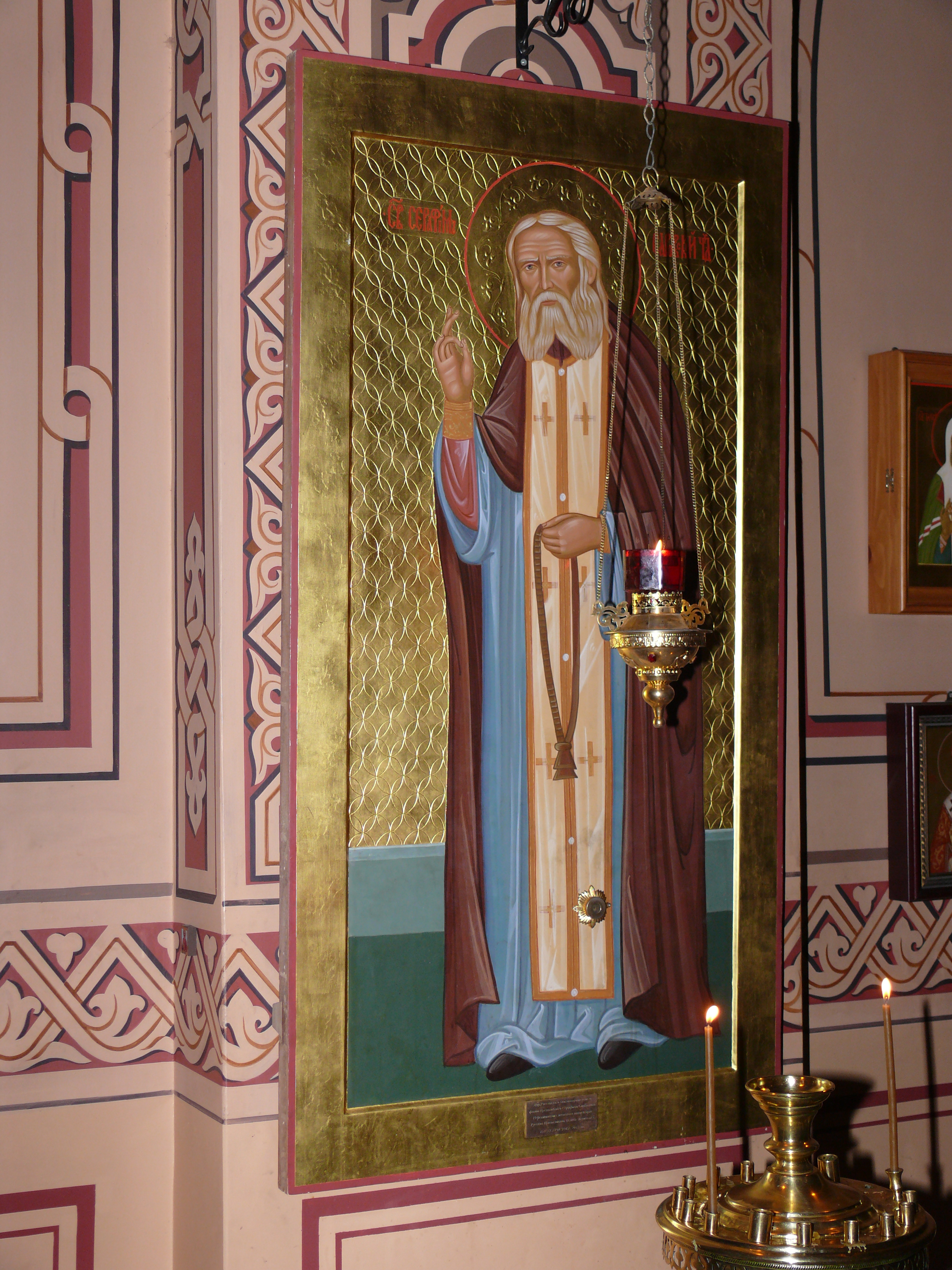
Ikone des Heiligen Seraphim von Sarow mit Lestowka in der Maria-Magdalena-Kirche auf dem Ölberg in Jerusalem

Lestowka (russ. лeстовка), selten Lestwiza (altkirchenslawisch Лествица, zu Deutsch Leiter), ist eine orthodoxe Gebetskette, vornehmlich aus Leder, die heutzutage vor allem in russischen altgläubigen Kreisen Verwendung findet. Sie besitzt charakteristische Stufen, in denen traditionell Schriftrollen mit dem Text des Jesusgebets eingelegt sind, wofür die Gebetsschnur hauptsächlich genutzt wird. Klassischerweise besitzt die Lestowka 109 Stufen, davon 100 kleine und neun große Rollen, mit vier Lapostki (dreieckige, paarweise aneinandergenähte Klappen – Symbol der heiligen Dreiheit), welche verziert sein können und die vier Evangelien symbolisieren. Es gibt jedoch auch Lestowki mit abweichenden Stufenzahlen.